# امبلل
امبلل هي مدينة وبلدة حضرية في ولاية الترارزة ضمن مقاطعة كرمسين جنوب غرب موريتانيا. بلغ عدد سكانها وفقا لإحصاء عام 2000 ما يقاربب 14,129 نسمة.
1. ↑  "Collectivités urbaines à vocation agricole, pastorale ou agropastorale". République Islamique de Mauritanie:Communes de Mauritanie. اطلع عليه بتاريخ 2009-02-01.
2. ↑  "التقسيم الاداري لولاية اترارزة". مؤرشف من الأصل في 2023-02-20.
3. ↑  "Statistiques Demographiques: Résultats du RGPH 2000 des Wilayas". République Islamique de Mauritanie. مؤرشف من الأصل في 2010-02-03. اطلع عليه بتاريخ 2009-02-01.